# Gaylord Motor Car Company
Gaylord Motor Car Company war ein US-amerikanischer Hersteller von Automobilen.

## Unternehmensgeschichte
Das Unternehmen wurde im Frühjahr 1910 in Gaylord in Michigan gegründet. Guy Hamilton war wesentlich beteiligt. Ende 1910 begann die Produktion von Automobilen. Der Markenname lautete Gaylord. 1913 endete die Produktion.
Hamilton wechselte anschließend zur Alter Motor Car Company.

## Fahrzeuge
Das erste Modell erschien im Modelljahr 1911 und blieb bis zum Schluss im Sortiment. Es wurde Utility genannt. Der Vierzylindermotor leistete 35 PS. Typisch für die damalige Zeit war die Thermosiphonkühlung. Das Fahrgestell hatte 284 cm Radstand. Der gewöhnliche Aufbau war ein viersitziger Tourenwagen. Er konnte leicht umgebaut werden zu einem Sechs- oder Achtsitzer oder zum Warentransport. Von diesem Modell entstanden mehr als 350 Fahrzeuge.
Ab 1912 gab es zusätzlich eine zweite Modellreihe. Die Fahrzeuge hatten identische Fahrgestelle mit 269 cm Radstand. Die Vierzylindermotoren mit OHV-Ventilsteuerung unterschieden sich in der Leistung. Das Model D hatte einen Motor mit 28/30 PS und war als Demi Tonneau mit vier Sitzen karosseriert. Für das Model R waren 20/25 PS angegeben und für das Model S 30 PS. Beide waren zweisitzige Roadster.

## Modellübersicht
| Jahr      | Modell  | Zylinder | Leistung (PS) | Radstand (cm) | Aufbau                                         |
| --------- | ------- | -------- | ------------- | ------------- | ---------------------------------------------- |
| 1911–1913 | Utility | 4        | 35            | 284           | Tourenwagen 4-sitzig und 6-sitzig und 8-sitzig |
| 1912–1913 | Model D | 4        | 28/30         | 269           | Demi Tonneau 4-sitzig                          |
| 1912–1913 | Model R | 4        | 20/25         | 269           | Roadster 2-sitzig                              |
| 1912–1913 | Model S | 4        | 30            | 269           | Roadster 2-sitzig                              |